# Александрово (Вонґровецький повіт)
Александрово (пол. Aleksandrowo) — село в Польщі, у гміні Вапно Вонґровецького повіту Великопольського воєводства.
Населення — 107 осіб (2011).

## Демографія
Демографічна структура станом на 31 березня 2011 року:
|          | Загалом | Допрацездатний вік | Працездатний вік | Постпрацездатний вік |
| -------- | ------- | ------------------ | ---------------- | -------------------- |
| Чоловіки | 51      | 12                 | 36               | 3                    |
| Жінки    | 56      | 17                 | 32               | 7                    |
| Разом    | 107     | 29                 | 68               | 10                   |